# Lycoderes turritus
Lycoderes turritus är en insektsart som beskrevs av Albino Morimasa Sakakibara 1970. Lycoderes turritus ingår i släktet Lycoderes och familjen hornstritar. Inga underarter finns listade i Catalogue of Life.